# Преди да падне нощта
„Преди да падне нощта“ (Before Night Falls) е филм на американския художник и режисьор Джулиан Шнабел за живота на кубинския поет и романист Рейналдо Аренас (1943 – 1990), основан на едноименната му автобиография (Antes que anochezca). За участието си в главната роля испанският актьор Хавиер Бардем е номиниран за наградата Оскар.